# Мурасте
Му́расте (ест. Muraste küla) — село в північній Естонії на березі Фінської затоки, у повіті Гар'юмаа, у волості Гарку. Мурасте розташоване за 23 км на захід від центру Таллінна. Тут є дуже гарна природа, море, маленький пляж.

## Населення
Чисельність населення на 31 грудня 2011 року становила 1698 осіб.

## Видатні особи
У Мурасте народився письменник Ерні Крустен (1900—1984).

## Пам'ятки
У поселенні зберігся старовинний дворянський маєток — Миза Мурасте.

## Галерея

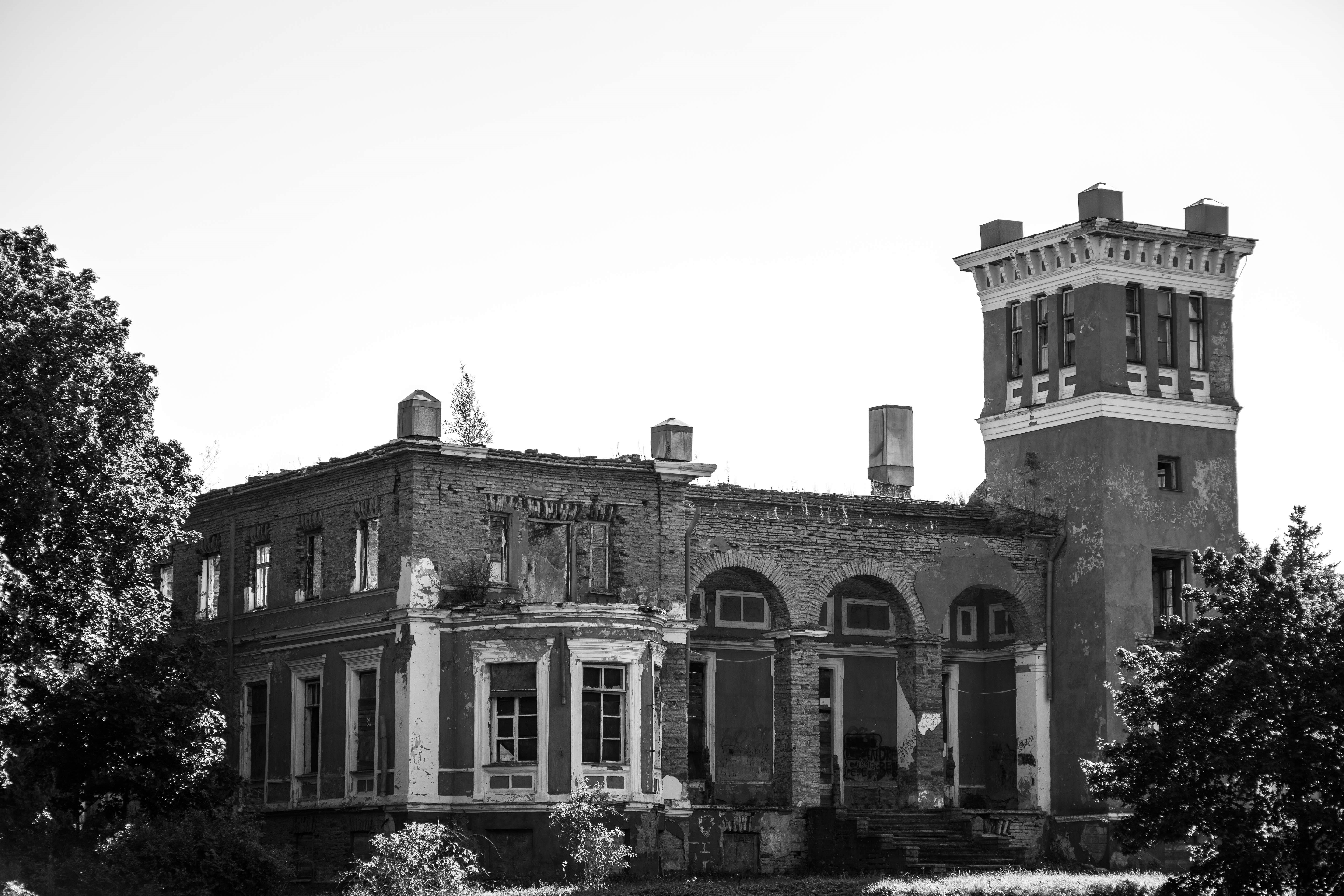
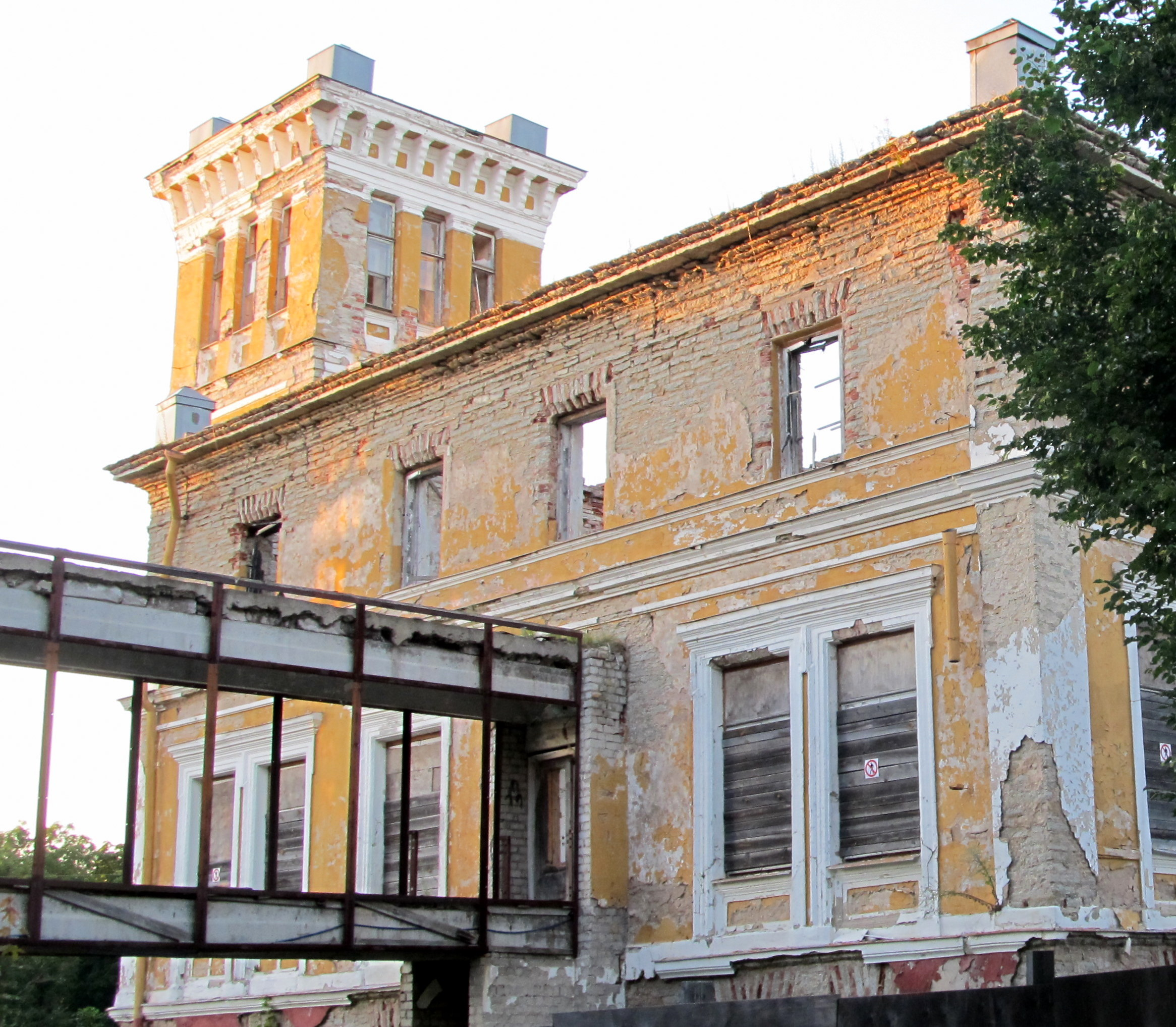
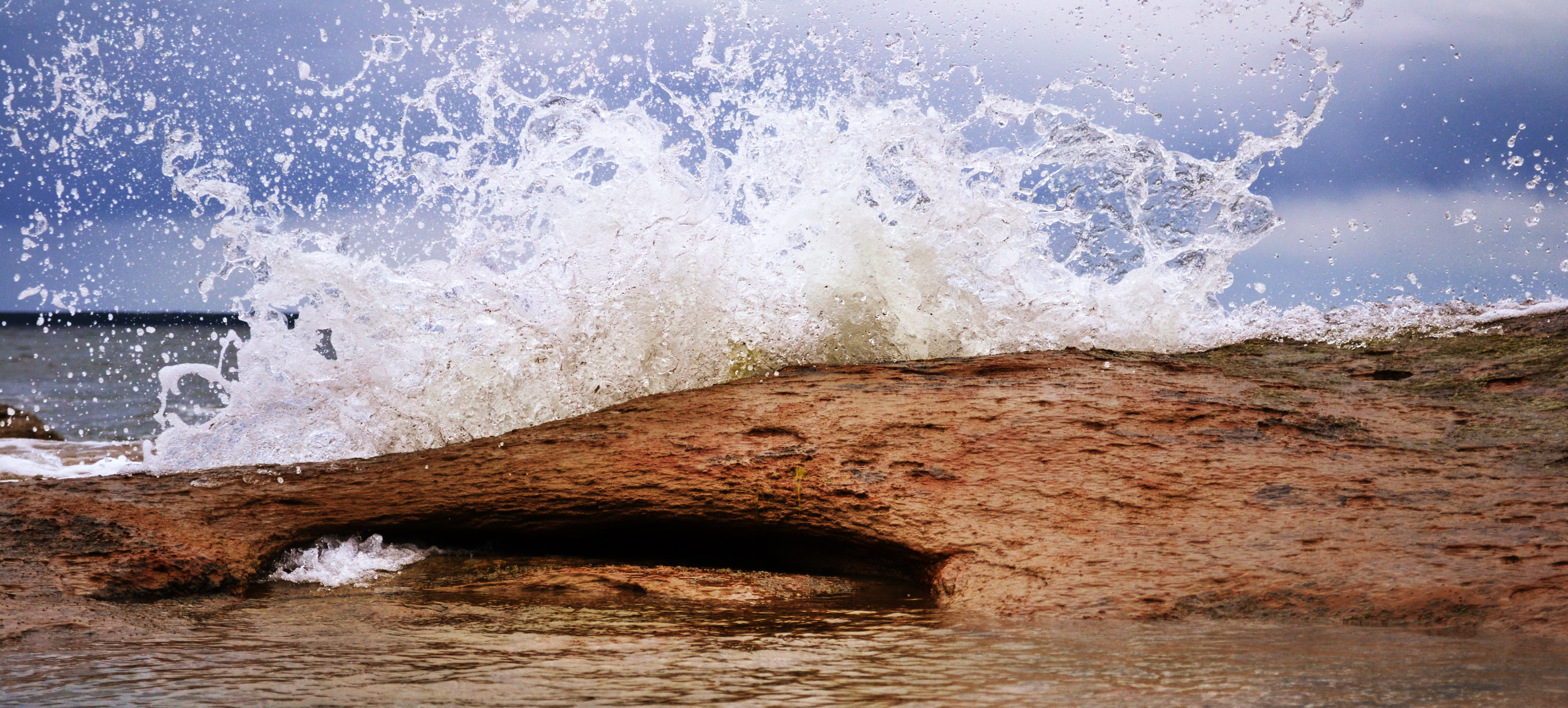
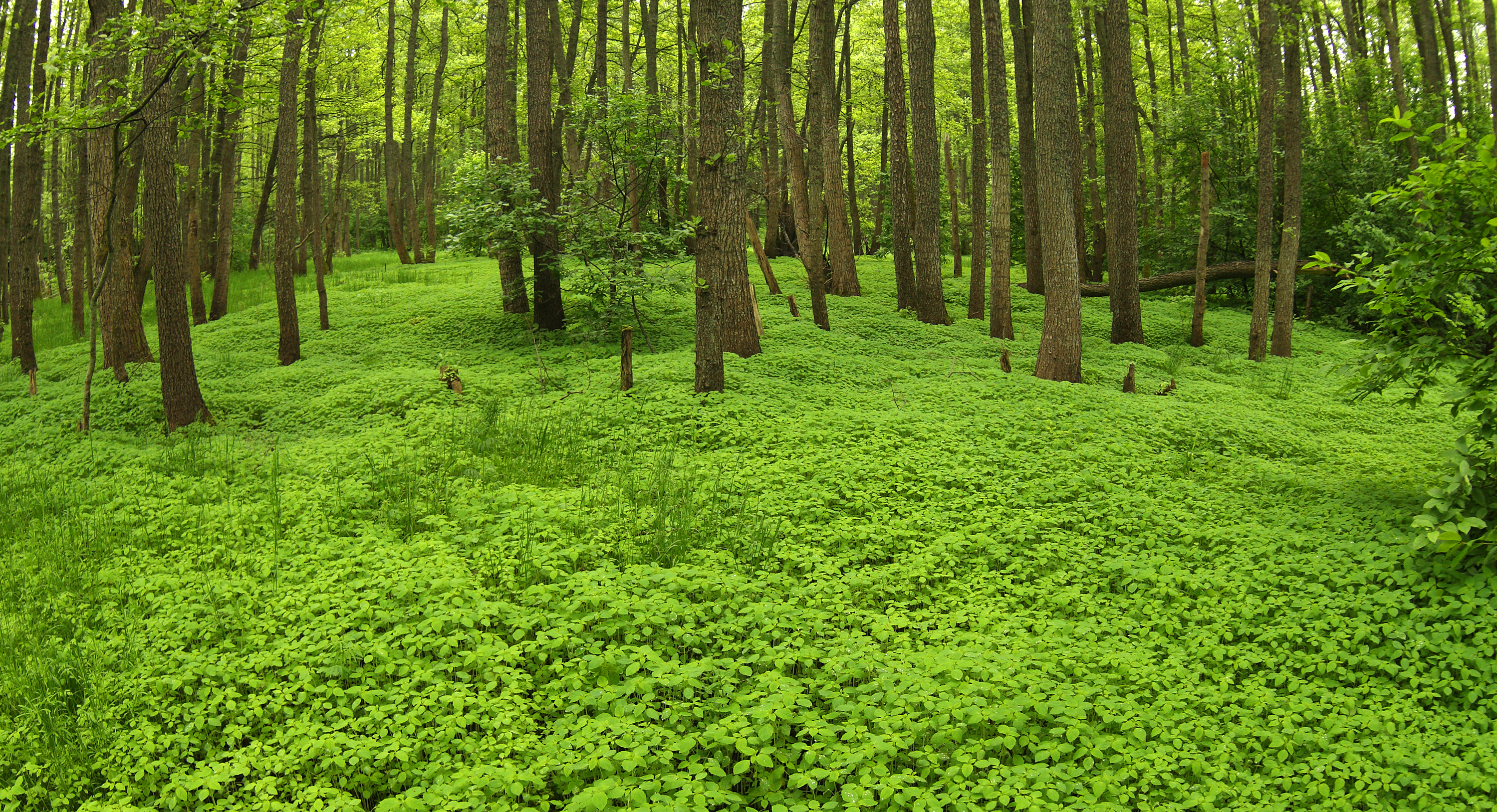